# Nudelman-Rikhter NR-30
IL NR-30 è un cannone automatico russo moderno.
Questa nuova arma sovietica di derivazione tedesca (Nudelmann-Richter) era un cannone di grande potenza, con una cadenza di tiro elevata ed una munizione relativamente lenta, ma solo marginalmente rispetto al leggero munizionamento DEFA, mentre era molto più veloce del precedente 23x115 mm (che pure pesava la metà). L'energia cinetica scaricata dal proiettile era devastante, specie per il tiro aria-terra, e l'NR-30 era certamente l'arma ideale per sostituire, a metà strada com'era, sia i cannoni da 23 che da 37 mm dei MiG-15/17. Divenne così il cannone unificato per i MiG-19, con una cadenza di tiro maggiore dei precedenti cannoni da 23 ed una potenza solo marginalmente minore delle armi da 37 mm. Venne usato in tutta la stirpe dei "Fitter", generalmente con due armi con 70-80 colpi.